# Sỹ Lâm
Sỹ Lâm (tiếng Trung: 士林區; bính âm: Shìlín Qū) là một quận của thành phố Đài Bắc, Trung Hoa Dân Quốc (Đài Loan). Tên gọi "Sỹ Lâm" xuất phát từ Pattsiran, tiếng Ketagalan có nghĩa là "suối nước nóng". Từ này được chuyển tự sang tiếng Hán là "八芝蘭" Bāzhīlán, Bát Chi Lan, và cuối cùng chuyển sang tên gọi như ngày nay. Sỹ Lâm có thể được coi là nguồn gốc văn hóa của Đài Bắc. Dưới thời nhà Thanh, nhiều trường tư, công và cộng đồng đã được mở tại khu vực này.
Sỹ Lâm là nơi sinh sống của mộng lượng lớn cư dân ngoại quốc, chủ yếu tập trung tại khu vực Thiên Lan. Đây cũng là nơi nhiều người châu Âu, Hoa Kỳ và Nhật Bản lựa chọn để sinh sống, kinh doanh, thành lập các lãnh sự hay văn phòng